# Vuohisaari (ö i Satakunta)
Vuohisaari är en ö i Finland. Den ligger i vattendraget Kumo älv och i kommunen Vittis i den ekonomiska regionen  Björneborgs ekonomiska region  och landskapet Satakunta, i den sydvästra delen av landet, 170 km nordväst om huvudstaden Helsingfors. Öns area är 3,7 hektar och dess största längd är 490 meter i sydöst-nordvästlig riktning.